# Arlecchino
Arlecchino (in bergamasco Arlechì) è una maschera bergamasca della commedia dell'arte.
Identificato dal costume a losanghe colorate, il suo ruolo è di solito quello di un servitore spensierato e allegro, ma anche astuto, che agisce per contrastare i piani del suo padrone Pantalone, in combutta con l'amico Brighella, e per perseguire il suo interesse amoroso, Colombina, con arguzia e intraprendenza.

## Le origini di Arlecchino

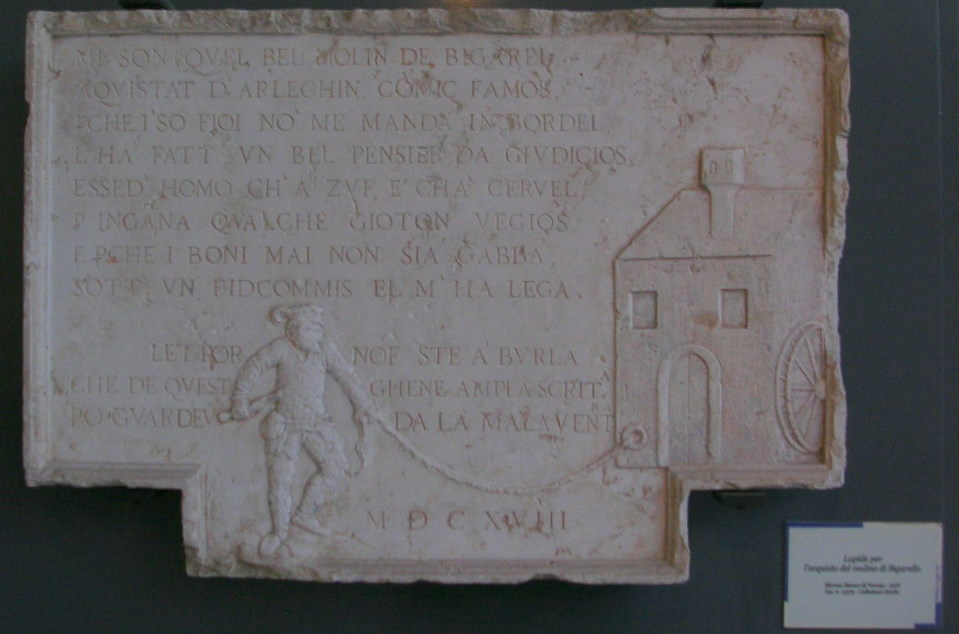
Arlecchino e il mulino di Bigarello - Museo della Città, Palazzo di San Sebastiano a Mantova

La maschera di Arlecchino ha origine dalla contaminazione di due tradizioni: lo Zanni bergamasco, da una parte, e "personaggi diabolici farseschi della tradizione popolare francese", dall'altra.
La carriera teatrale di Arlecchino nasce a metà del Cinquecento con l'attore di origine ferrarese Alberto Naselli (o probabilmente Alberto Gavazzi), noto come Zan Ganassa, che porta la commedia dell'arte in Spagna e Francia, sebbene fino al 1600 - con la comparsa del mantovano Tristano Martinelli - la figura di Arlecchino non si possa legare specificatamente a nessun attore.
L'origine del personaggio è invece molto più antica, legata com'è alla ritualità agricola: si sa per certo, infatti, che Arlecchino è anche il nome di un demone ctonio, cioè sotterraneo. Già nel XII secolo, Orderico Vitale nella sua storia Ecclesiastica racconta dell'apparizione di una familia Herlechini, un corteo di anime morte guidato da questo demone/gigante. E allo charivari sarà associata la figura di Hellequin. Un demone ancora più noto con un nome che ricorda da vicino quello di Arlecchino è stato l'Alichino dantesco che appare nell'Inferno come membro dei Malebranche, un gruppo di diavoli incaricati di ghermire i dannati della bolgia dei barattieri che escono dalla pece bollente. La maschera seicentesca evoca il ghigno nero del demonio, presentando sul lato destro della fronte l'accenno di un corno.
Quanto alla radice del nome, è di origine germanica: Hölle König (re dell'inferno), traslato in Helleking, poi in Harlequin, con chiara derivazione infernale. Questa interpretazione "infernale" del nome è di chiara matrice cristiana. In epoca pagana era credenza condivisa in tutto il centro e nord Europa che nel periodo "oscuro" (invernale) dell'anno e in occasione di feste particolari una schiera composta di spiriti dei morti corresse per il cielo e sulla terra, con a capo una divinità a seconda del pantheon del luogo. Questa Caccia Selvaggia pagana è divenuta poi la schiera dei morti inquieti (i "dannati") sotto il cristianesimo. I nomi sono numerosi per designare questa cavalcata spaventosa. Il francese Hellequin viene forse dal danese erlkonig. Inizialmente, le Hellequins - o Herlequins - erano le donne che cavalcavano con la dea della morte Hel, durante le cacce notturne. Ma passando nella cultura francese, Hel divenne un uomo, il re Herla o Herlequin (dall'antico inglese Herla Cyning poi erlking, tedesco Erlkönig, danese erlkonig, allerkonge, elverkonge, cioè, letteralmente, il "re degli elfi"). Secondo studi più recenti, questo etimo "vulgato" deriva da un'interpretazione medievale, mentre in realtà il nome discende da un termine *harjaleika-, sempre riferito alla schiera dei morti, ma senza riferimenti alla nozione di "re".
Ma il particolare che accomuna tutti gli Zanni della Commedia dell'Arte è lo spirito villanesco, piuttosto arguto (come il seicentesco Bertoldo di Giulio Cesare Croce), ma più spesso sciocco, ovvero quello del povero diavolo, come nei servi delle commedie sin dall'epoca di Plauto, attraverso le commedie erudite del Quattro-Cinquecento, sino alle commedie alla villanesca di Angelo Beolco, che attorno al primo Cinquecento metterà in scena le sventure del contadino Ruzante. Altre fonti individuano nel comico ed autore teatrale romano Flaminio Scala il primo estensore in scene di teatro delle rappresentazioni arlecchinesche nell'ambito della Commedia dell'Arte.
La tipologia di personaggi di cui sopra è internamente legata dalla ritualità rurale e, attraverso i suoi miti legati alla sfera ctonia, da elementari passioni.
Già durante il Medioevo, del resto, un certo aspetto di comicità appare con demoni che si aggiravano sulle scene delle sacre rappresentazioni: questo era da un lato probabilmente un tentativo di esorcizzare le paure del soprannaturale, ma anche di mettere in burla il potere dei demoni pagani della terra che erano ancora molto presenti nell'immaginario popolare, soprattutto nelle campagne, ed esercitavano ancora un grosso potere che l'ascesa del Cristianesimo non era riuscito a sradicare. D'altronde, i principali strumenti per esorcizzare la Morte sono, nel folklore popolare, il riso e l'osceno, come fin dai tempi più antichi dimostra il mito di Baubo.
Lo stesso Alichino della Divina Commedia, cui si è accennato in precedenza, eredita - giocoforza - questo tratto burlesco.

## Arlecchino in commedia
Arlecchino entra nei palcoscenici al tempo dei saltimbanco, dei cerretani e simili che hanno percorso le piazze e le fiere italiane sin dal Medioevo.
Lo Zanni dei cerretani è presente in molte raffigurazioni (es. l'incisione della Fiera dell'Impruneta di Jacques Callot) sia anteriori che posteriori alla sua nascita come personaggio della Commedia dell'Arte.
Arlecchino è un personaggio diretto discendente di Zanni dal quale eredita la maschera demoniaca (sebbene spesso la maschera di Zanni sia stata rappresentata bianca) e la tunica larga del contadino veneto-bergamasco.
Infatti la prima incisione di Arlecchino, che si trova nel libro Composition de Rhétorique (1601 ca), di Tristano Martinelli, forse il primo Arlecchino o il primo attore che impose una forte presenza scenica a questo personaggio, porta ancora la tunica larga con molto bianco e alcune pezze colorate sparse.
Ma già sin dalle incisioni della Raccolta Fossard (1580 ca), precedenti a Martinelli, Arlecchino appare invece con un vestito molto aderente, quasi una calzamaglia; da questo alcuni deducono che Arlecchino discenda direttamente dai giocolieri di strada che notoriamente avevano il costume attillato.

## Da Tristano Martinelli a Antonio Sacco
Tristano e il fratello Drusiano Martinelli sono i primi Arlecchini conosciuti. Drusiano partì alla fine del Cinquecento per una tournée in Spagna, mentre il fratello Tristano ebbe la buona ventura di essere incluso nella compagnia dei comici che il Duca di Mantova inviò nel 1600 alla corte di Francia per allietare le nozze di Enrico IV di Francia e Maria de' Medici.
La compagnia, che si chiamava dei comici Accesi, era una compagnia particolare, perché per l'occasione dei festeggiamenti parigini era composta dal gotha dei comici italiani: fra questi Nicolò Barbieri in arte Beltrame, Piermaria Cecchini in arte Frittellino e altri comici famosi.
Tristano Martinelli, che non aveva la notorietà degli altri, non tardò ad imporsi con lazzi particolarmente apprezzati dalla reale coppia e dai cortigiani.
Spesso Arlecchino usciva di scena e dialogava col pubblico, accettava suggerimenti e la cosa spiacque non poco agli altri attori della compagnia degli Accesi. Il Cecchini decise quindi ad un certo punto di sciogliere la compagnia, ma il Duca di Mantova per tutta risposta nominò Arlecchino nuovo capocomico.
La forte presenza scenica di Martinelli, Arlecchino come continuerà a firmarsi fino alla morte, fu sempre un ostacolo alla buona pace delle compagnie comiche.

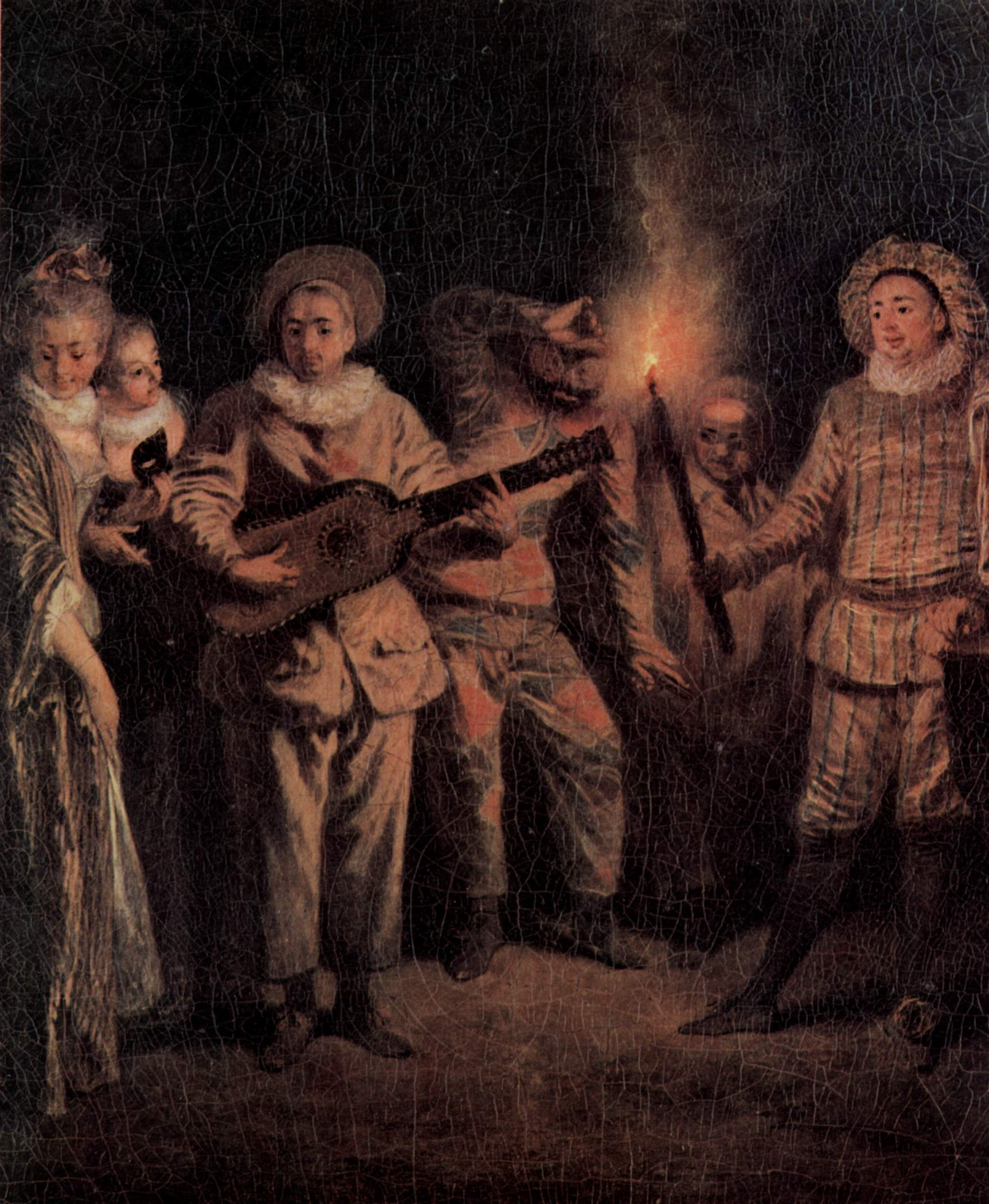
Antoine Watteau - Commedianti Italiani (al centro l'Arlecchino Tommaso Visentini)

Altri arlecchini divennero molto famosi nel corso dei secoli. Attori come Dominique Biancolelli, Evaristo Gherardi e Tommaso Visentini ebbero gran fama, ma uno dei più importanti arlecchini della storia del teatro fu senz'altro Antonio Sacco o Sacchi.
In realtà il nome in arte di Sacco era Truffaldino, ma è evidente che questa non è che una sottigliezza per evitare di essere confuso con un Arlecchino suo contemporaneo.

Antonio Sacco è stato l'ultimo grande Arlecchino della Commedia dell'Arte, colui che ha incontrato sulla sua strada Carlo Goldoni, che ha scritto tanti capolavori per il suo personaggio.

Sostituto di Sacco in Italia, e poi di Bertinazzi in Francia, anche Carlo Coralli interpreterà il ruolo di Arlecchino, ma con minor fortuna, stando a quanto riferisce proprio Goldoni, accennando ad una non brillante edizione dell'“Arlequin Electricien”, scenario “pirotecnico” certamente allestito dai fratelli Ruggeri per le maschere della Comédie-Italienne.
La riforma goldoniana, però, prevedeva il lento declino delle maschere in scena fino alla loro pressoché totale scomparsa. Antonio Sacco trovò allora in Carlo Gozzi un estimatore dell'antica Commedia dell'Arte e Arlecchino continuò ad andare in scena almeno fino agli ultimi decenni del XVIII secolo.

## I nuovi Arlecchini
Con l'inizio del XX secolo rinasce una certa curiosità per questa arte teatrale che ormai era definitivamente scomparsa; molti critici si occuparono della Commedia dell'Arte, da Konstantin Miklaševskij ad Allardyce Nicoll, da Silvio D'Amico a Benedetto Croce.

Anche alcuni registi teatrali tentarono l'impresa di rimettere in scena il teatro delle maschere, ma il vero problema era trovare degli attori veramente capaci di esprimere le passioni col corpo, perché nascosti dalla fissità della maschera.

Fra i registi che riuscirono nell'intento citiamo i due più famosi: Max Reinhardt e Giorgio Strehler; ambedue scelsero la stessa opera cioè Il servitore di due padroni di Goldoni per rimettere in scena Arlecchino (Strehler cambiò il nome della commedia in Arlecchino servitore di due padroni).

Questa commedia goldoniana era stata scritta per evidenziare la presenza scenica di Antonio Sacco che è il vero e proprio mattatore di tutta la vicenda, una commedia costruita ad hoc per un grande Arlecchino.

Nonostante le difficoltà nel reperire attori all'altezza del ruolo, Reinhardt trovò in Hermann Thimig un grande Arlecchino e Strehler in Marcello Moretti, Ferruccio Soleri ed Enrico Bonavera, oppure gli internazionali di scuola veneta Titino Carrara e Gian Andrea Scarello, attori che hanno replicato per anni questa messinscena passandosi il testimone di Arlecchino come facevano anticamente i comici del Seicento.
Per quanto riguarda il teatro contemporaneo, sono molti gli attori e i registi che a tutt'oggi riportano sulle scene la Commedia dell'Arte e la Maschera di Arlecchino. Tra questi va segnalata Claudia Contin Arlecchino, che interpreta da più di trent'anni questo impegnativo ruolo maschile, dopo averne costruito un linguaggio gestuale completo e preciso studiando a fondo tutti gli illustri predecessori. Proprio a testimonianza di questo debito di filiazione, con una scelta tipica delle tradizioni orientali, ha aggiunto il nome Arlecchino al proprio stato anagrafico.

## I lazzi di Arlecchino

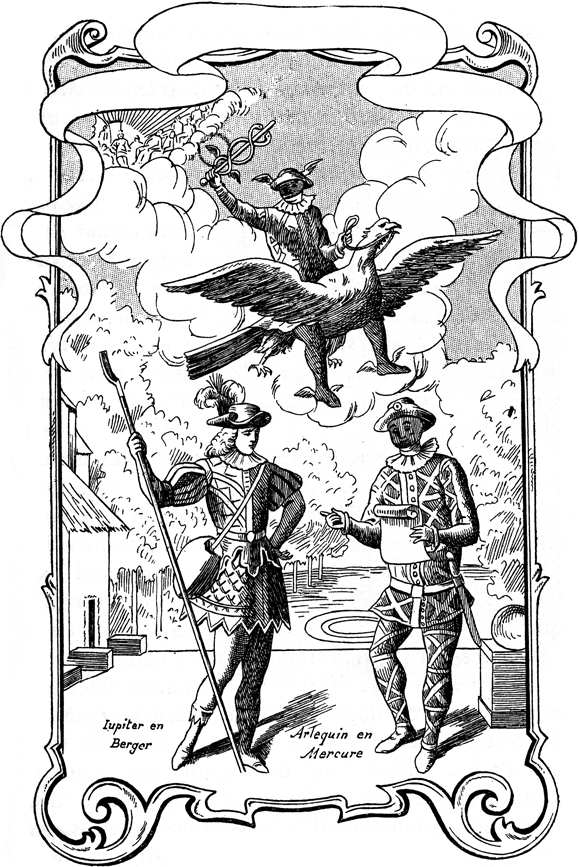
Arlecchino in un'incisione francese

Se gli altri attori erano legati comunque ad un copione da rispettare, almeno nelle sue parti fondamentali, i servi (ovvero gli zanni), avevano generalmente via libera nell'interpretazione dei loro personaggi.
La presenza scenica, i costumi che li caratterizzavano e davano una precisa riconoscibilità all'attore mascherato, obbligavano lo zanni ad usare più il corpo che non la semplice recitazione, come avveniva invece per gli innamorati o il capitano (altri due ruoli fissi nelle compagnie della commedia dell'arte).
Vi erano comunque anche delle parti recitate e delle battute comiche improvvisate nel repertorio classico degli zanni che sono giunte fino ai tempi nostri.
Padre Adriani, un ecclesiastico amante della commedia, isolò, in un suo libro del Seicento, tutta una serie di battute comiche riferite allo zanni napoletano per eccellenza cioè: Pulcinella.

Pulcinella rappresentava nelle compagnie comiche dell'Italia centromeridionale l'alter ego del bergamasco Arlecchino, cioè il personaggio del servo sciocco, colui che nel linguaggio della commedia dell'arte veniva definito col nome di secondo zanni, in opposizione al primo zanni che era invece il servo arguto, in Goldoni rappresentato da Brighella.

Il lazzo cioè la battuta comica, lascia spazio ad una libera interpretazione, sia recitativa che corporea, agli zanni. Le varie testimonianze delle commedie dell'arte messe in scena durante tre secoli, cioè i canovacci raccolti spesso da chi assisteva alle commedie (fra le carte di Galileo, ad esempio, sono stati trovati due resoconti di commedie dell'arte alle quali l'astronomo aveva assistito), ma anche di chi le produceva e metteva in scena, sono testimoni di queste parti libere.
La raccolta più nota, sia per la qualità dell'opera che per la fama, quasi leggendaria che avvolge la figura dell'attore-autore-capocomico Flaminio Scala in arte Flavio, è Il Teatro delle Favole Rappresentative che comprende ben 50 canovacci di commedie dell'arte da lui scritte.
Oggi, data la scarsità dei documenti coevi a queste rappresentazioni, dei lazzi rimangono soltanto alcune note lasciate alla libera interpretazione degli attori. Ciò che sappiamo è che la parola lazzo deriva probabilmente dall'italiano laccio, ma ci sono due diverse interpretazioni: il lazzo è una battuta che conclude un'azione particolarmente comica, quindi nell'accezione di laccio, inciampo, lacciolo o trappola creata dal comico per chiamare l'applauso.
L'altra interpretazione vuole che il lazzo non sia che una battuta, o un siparietto comico, che interrompe una scena per farne partire una nuova, come un'allacciatura tra due parti della commedia.
Qualunque fosse la loro origine nello sviluppo dei canovacci, rimane soltanto un accenno di ciò che realmente si svolgeva sul palcoscenico. Ad esempio la definizione del “lazzo della mosca” e tutti gli altri tipi di lazzo non sono meglio specificati in senso drammaturgico, ma probabilmente ciascun attore aveva un repertorio personale per ciascun lazzo.

Ad esempio proprio il lazzo della mosca è stato interpretato in due modi nettamente differenti, anche se in periodi lontani tra loro; nel primo, il più antico, Padre Adriani riporta una battuta di Arlecchino: Pantalone dice al suo servo Arlecchino di stare attento che nella casa dove c'è la moglie, come sempre giovane e bella, non entri nemmeno una mosca. Al suo ritorno trova invece la casa piena di corteggiatori; chiedendo spiegazioni ad Arlecchino, questo risponde candidamente che non è entrata nessuna mosca, bensì uomini.
L'altro lazzo della mosca viene recitato dall'Arlecchino strehleriano Ferruccio Soleri; in questo caso il lazzo è soltanto corporeo, cioè l'inseguimento di una mosca da parte dello zanni perennemente affamato: quando questi la cattura, inizia tutta una serie di gag con le quali Arlecchino rivolgendosi al pubblico esprime la sua felicità a gesti e grida di gioia, e durante la quale gioca con la mosca stessa prima di mangiarsela.

## Donne e secondi Zanni

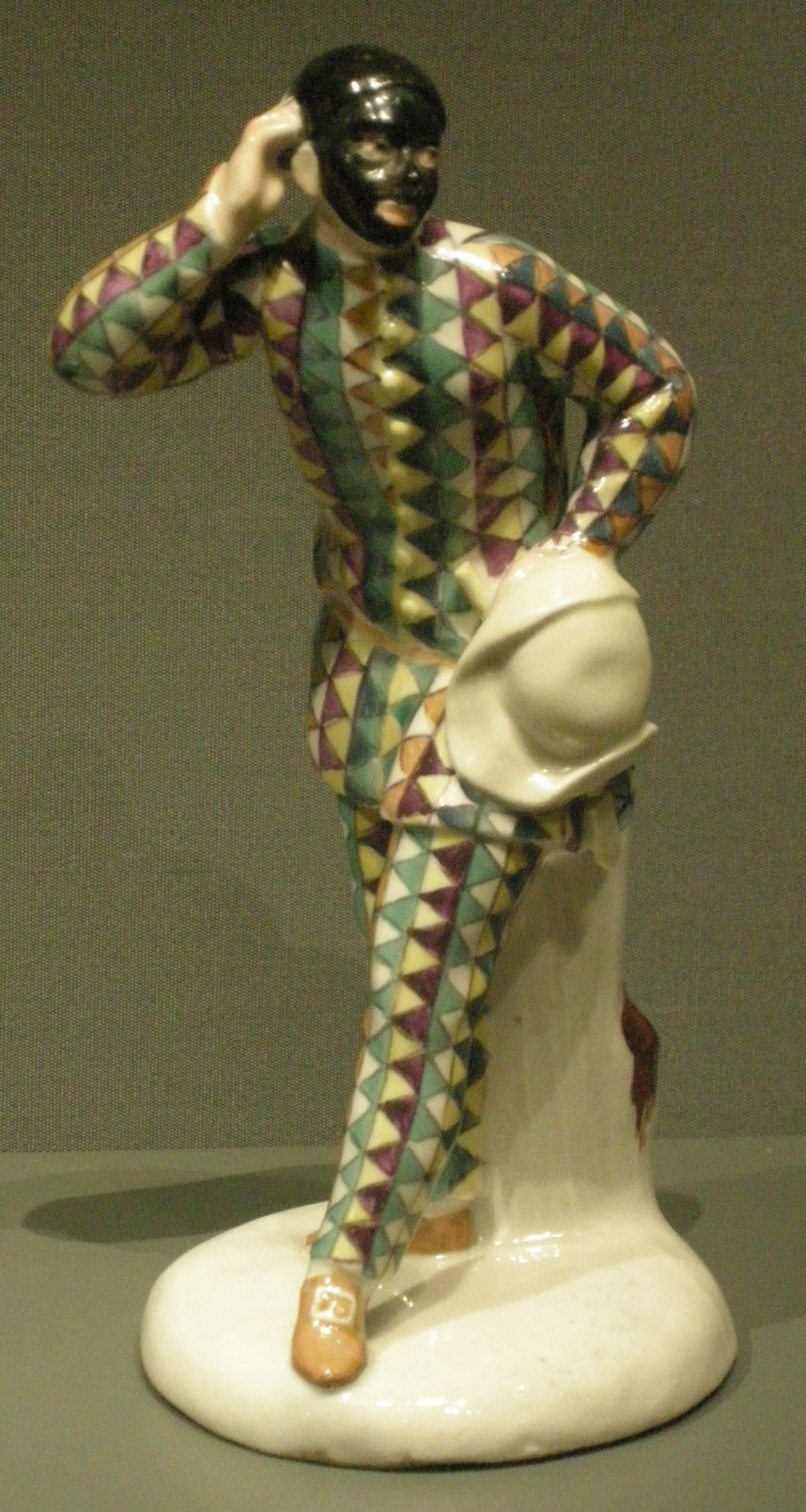
Porcellana tedesca del secolo XVIII

L'introduzione delle donne in scena fu una delle novità più importanti, e per l'epoca scandalose, della commedia dell'arte professionistica.
Nelle feste per il matrimonio di Ferdinando I de' Medici e Cristina di Lorena, svoltasi a Firenze nel 1589, fu invitata a dare una rappresentazione la compagnia comica più famosa in Italia di quel periodo: la compagnia dei comici Gelosi.
Questa compagnia era guidata da Francesco Andreini in arte Capitan Spaventa, ma la vera “star” dei Gelosi era sua moglie Isabella Andreini, che recitava con il proprio nome di battesimo, nel ruolo dell'Innamorata.
Isabella pare fosse un'attrice di rara bellezza e non esitò nel concedersi alla vista dei cortigiani della festa in abiti succinti nella commedia, messa in scena per l'occasione, intitolata La pazzia d'Isabella.
Fu proprio nella scena di Isabella resa pazza dall'amore che Andreini, per motivi scenici, si stracciò le vesti mostrando agli astanti ciò che fino a quel momento era impensabile si potesse mostrare in una rappresentazione teatrale.
Fra gli altri comici Gelosi spiccano i nomi di Flaminio Scala, in arte Flavio, colui che scrisse i 50 canovacci di cui abbiamo già accennato, sempre nel ruolo dell'Innamorato, e quello di Giovanni Gabrielli, in arte Scapino (o Scappino), nel ruolo del primo zanni.
Da questa testimonianza deduciamo che già alla fine del Cinquecento l'antico Zanni, il protagonista delle incisioni della raccolta Fossard e degli affreschi di Trausnitz, si era sdoppiato nei due ruoli di servo arguto e servo sciocco (primo e secondo zanni).
In fondo il suo personaggio veniva da lontano, se si pensa alla filiazione coi più famosi buffoni di corte a Venezia dalla fine del Quattrocento agli inizi del secolo successivo: Zuan Polo e Zuan Cimador (la bravura dei quali è citata anche da Pietro Aretino, nelle Sei Giornate, che riporta una sequenza comica, a due personaggi, ma recitata dal solo Zuan Polo, in un teatro veneziano agli inizi del XVI secolo).

## Arlecchino al teatro
Nel Pagliacci di Leoncavallo, Nedda, che impersona Colombina, tradisce il marito Canio sia nella realtà con l'amante Silvio, sia in scena con Arlecchino ("E se Arlecchin t'invola Colombina, ridi, Pagliaccio" canta Canio nell'aria Vesti la giubba).

## Attori famosi di Arlecchino

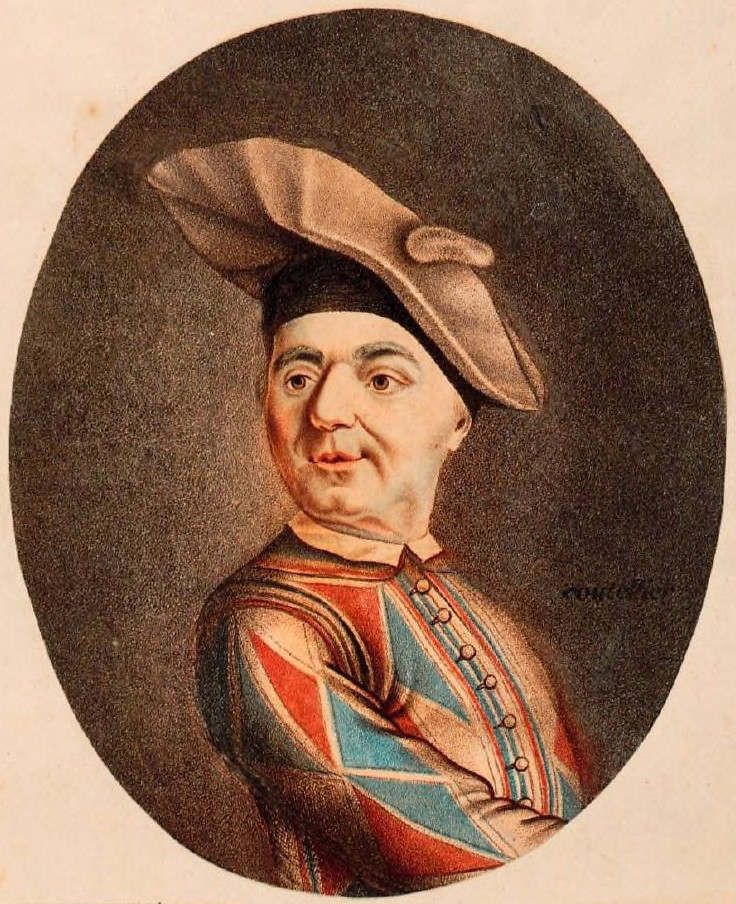
Carlo Bertinazzi detto Carlin nel 1742

- Alberto Naselli (1540 - 1584) noto come Zan Ganassa.
- Tristano Martinelli (1557 - 1630 ) attore della compagnia del Duca di Mantova, poi degli "Accesi".
- Drusiano Martinelli (not. 1577 a Londra) fratello di Tristano lavorò in Spagna e in seguito in Inghilterra.
- Dominique Biancolelli (1636 - 1688 ) il più famoso Arlecchino dopo Martinelli, lavorò quasi esclusivamente in Francia.
- Evaristo Gherardi (1662 - 1700) attore della Comédie Italienne subentrò nel ruolo dopo la morte di Biancolelli.
- Carlo Bertinazzi (1710 - 1783) detto "Carlin", Arlecchino molto amato dai francesi.
- Giacinto Cattoli (1680 - 1739) detto "Tracagnino", famosa interpretazione che il figlio portò nella commedia di Carlo Goldoni
- Tommaso Visentini (1682 - 1739) detto "Thomassin", altro famoso Arlecchino della Comédie Italienne.
- Antonio Sacco o Sacchi (1708 - 1788) "Truffaldino", il più celebre Arlecchino italiano del XVIII secolo, lavorò con Goldoni e Gozzi.
- Marcello Moretti e Ferruccio Soleri, Enrico Bonavera, attori del Piccolo Teatro di Milano, recitarono la parte in Arlecchino servitore di due padroni di Giorgio Strehler. Soleri ha interpretato il ruolo di Arlecchino per oltre 50 anni.

## Omaggi
- Harlequin è un personaggio della tetralogia di Bernard Cornwell Alla ricerca del Sacro Graal.
- Arlecchino compare ne Le avventure di Pinocchio. Storia di un burattino come la più prominente delle marionette di Mangiafoco, è lui infatti a invitare Pinocchio sul palco e anche colui che, in un primo momento, sarebbe stato punito al posto del protagonista, prima che quest'ultimo facesse cambiare idea al burattinaio.
- Il personaggio di Harley Quin creato da Agatha Christie è un riferimento al personaggio di Arlecchino (Harlequin in inglese). La raccolta di racconti Il misterioso signor Quin inizia con la dedica To Harlequin the invisible ("ad Arlecchino l'invisibile"), caso raro di un libro dedicato ad un personaggio di fantasia.
- Harley Quinn è un personaggio dei fumetti, nemica di Batman e spalla di Joker; il suo costume e nome sono ispirati ad Arlecchino.
- Arlecchino è anche il "nume ispiratore" del cantante e compositore italo-brasiliano Alberto Camerini.
- Derek Jarman dedica il suo libro Chroma ad Arlecchino.
- Harlequin è il titolo scelto sia dai Genesis per un brano del loro album Nursery Cryme (1971), che dai Weather Report per un brano del loro album Heavy Weather (1977).
- Arlecchino è anche il titolo della canzone di Francesco De Gregori del 1974.
- Harlequin Football Club è una squadra di rugby che milita nella Guinness Premiership, il massimo campionato inglese di rugby.
- Harlequin è una lunga suite della PFM presente nell'album Chocolate Kings (1977).
- Dal 1999 a Mantova, città natale di Tristano Martinelli, è stato istituito dalla Fondazione Mantova Capitale Europea dello Spettacolo il premio L'Arlecchino d'oro, che viene attribuito a un artista teatrale italiano o straniero che abbia valorizzato le caratteristiche popolari, fantastiche, plurilinguistiche della mitica maschera. Il primo premiato fu Dario Fo.
- Gli Arlecchini sono una sotto-razza Eldar nell'universo di Warhammer 40.000. In questo universo, non c'è un solo Arlecchino, ma intere compagnie, i cui membri assumono diversi ruoli, indossano spesso i tipici colori di Arlecchino e si occupano di interpretare le antiche leggende della civiltà Eldar tramite numerose opere teatrali.
- Il vero nome di King, personaggio del manga Nanatsu no Taizai, è Harlequin.
- La figura di Arlecchino è stata spesso immortalata nei dipinti: basti pensare a Antoine Watteau (Commedianti italiani) o a Pablo Picasso (I tre musici).
- Nell'album del 2018 Musica per bambini del rapper Rancore è presente una traccia dal titolo Arlecchino, in cui si fa leva soprattutto sui temi sociali affrontati nella storia.
- Harlequin è un personaggio del fumetto Dampyr, edito da Sergio Bonelli, che appare in vari episodi a partire dal nº81. Riprendendo la tradizione medievale, è alla guida di un corteo di soldati morti nelle varie battaglie della storia. Il suo veste variopinta è fatta con pezzi delle giubbe dei soldati dei vari eserciti.
- Un personaggio femminile del gioco Genshin Impact prende il nome di Arlecchino. Si tratta della quarta degli Undici Messaggeri dei Fatui (spesso antagonisti nel gioco e ispirati proprio alle maschere italiane della commedia dell'arte).
- Arlecchino è la maschera principale artefice del Canovaccio che governa il Mondo nel videogioco Enotria - the last song di Jyamma Games pubblicato a settembre 2024.